# میدان (ایلام)
میدان، روستایی در دهستان میش خاص بخش سیوان شهرستان ایلام در استان ایلام ایران است. این روستا، مرکز دهستان میش خاص است.

## جمعیت
بر پایه سرشماری عمومی نفوس و مسکن در سال ۱۳۹۵، جمعیت این روستا برابر با ۱٬۰۴۶ نفر (۳۱۲ خانوار) بوده‌است.